# اد، اریتره
اد (به عربی: إد) یک شهر در اریتره است که در منطقه دریای سرخ جنوبی واقع شده‌است.
این شهر ۱۱٬۲۵۹ نفر جمعیت دارد.